# Carlos Américo Paiva Gonçalves Filho
Carlos Américo Paiva Gonçalves Filho (Rio de Janeiro, 25 de maio de 1929 – 2 de janeiro de 2021) foi um médico brasileiro.
Graduado em medicina pela Universidade Federal do Rio de Janeiro (UFRJ) em 1954, onde onteve um doutorado em 1963. Foi eleito membro da Academia Nacional de Medicina em 1979, sucedendo Sylvio d'Avila na Cadeira 72, que tem Belmiro de Lima Valverde como patrono.